# Operación Reservista

Imagen explicativa

La operación Reservista fue una operación militar aliada de la Segunda Guerra Mundial. Se llevó a cabo como parte de la operación Antorcha, la invasión aliada del norte de África, con el objetivo de llevar tropas directamente al puerto de Orán en Argelia, para capturar las instalaciones portuarias antes de que fuesen destruidas por parte de las fuerzas de Vichy como respuesta a la invasión aliada.
Desembarcar las tropas directamente desde los barcos era extremadamente arriesgado; sin embargo, se esperaba coger a los defensores franceses por sorpresa, o que directamente cooperasen con los aliados. Las tropas fueron transportadas en dos balandras de guerra de clase Banff: el HMS Walney y el HMS Hartland.

## Desarrollo
Los buques fueron recibidos con un fuego prolongado una vez superada la cadena del puerto, incluyendo cuatro baterías costeras (de este a oeste: Mole Ravin Blanc, Mole Miller, Mole J. Giraud y Mole Centre). Los 31 buques franceses que había en el puerto en ese momento dañaron gravemente a la flota británico-estadounidense. Las bajas de la operación superaron el 90%. De los 393 infantes estadounidenses del 3.er batallón del 6º. Regimiento Acorazado, 189 murieron en combate y 157 resultaron heridos. La Royal Navy tuvo 113 muertos y 86 heridos. Finalmente, un pequeño equipo de antisabotaje estadounidense sufrió cinco muertes y siete heridos. El Walney consiguió alcanzar el muelle y desembarcar a algunos soldados. Los supervivientes fueron capturados.
Los defensores del puerto destruyeron las instalaciones antes de rendirse dos días después de la invasión aliada, que simultáneamente desembarcó en tres playas cercanas a la ciudad.
Se realizó una operación similar, llamada operación Terminal, en Argel, con el mismo objetivo de capturar las instalaciones portuarias, así como una operación aerotransportada para capturar aeropuertos cercanos.